# Amine Harit
Amine Harit (ur. 18 czerwca 1997 w Pontoise) – marokańsko-francuski piłkarz, występujący na pozycji pomocnika we francuskim klubie Olympique Marsylia oraz w reprezentacji Maroka. Uczestnik Mistrzostw Świata 2018 oraz Pucharu Narodów Afryki 2023. Wychowanek FC Nantes. 

## Statystyki kariery
(aktualne na dzień koniec sezonu 2021/2022)
| Klub               | Sezon              | Liga               | Liga  | Liga   | Puchar kraju | Puchar kraju | Puchar ligi | Puchar ligi | Europa | Europa | Suma  | Suma   |
| Klub               | Sezon              | Liga               | Mecze | Bramki | Mecze        | Bramki       | Mecze       | Bramki      | Mecze  | Bramki | Mecze | Bramki |
| ------------------ | ------------------ | ------------------ | ----- | ------ | ------------ | ------------ | ----------- | ----------- | ------ | ------ | ----- | ------ |
| FC Nantes          | 2016/17            | Ligue 1            | 30    | 1      | 1            | 0            | 3           | 0           | –      | –      | 34    | 1      |
| FC Schalke 04      | 2017/18            | Bundesliga         | 31    | 3      | 4            | 0            | –           | –           | –      | –      | 35    | 3      |
| FC Schalke 04      | 2018/19            | Bundesliga         | 18    | 1      | 2            | 0            | –           | –           | 5      | 0      | 25    | 1      |
| FC Schalke 04      | 2019/20            | Bundesliga         | 25    | 6      | 3            | 1            | –           | –           | –      | –      | 28    | 7      |
| FC Schalke 04      | 2020/21            | Bundesliga         | 28    | 2      | 3            | 0            | –           | –           | –      | –      | 31    | 2      |
| Olympique Marsylia | 2021/22            | Ligue 1            | 23    | 4      | 2            | 1            | –           | –           | 6      | 0      | 31    | 5      |
| Ogólnie w karierze | Ogólnie w karierze | Ogólnie w karierze | 155   | 17     | 15           | 2            | 3           | 0           | 11     | 0      | 184   | 19     |